# Улла, Юлле Фридриховна
Юлле Фридриховна Улла (10 ноября 1934, Таллин — 10 апреля 2016, там же) — советская эстонская балерина. Заслуженная артистка Эстонской ССР (1965).

## Биография
Родилась в 1934 году в Таллине в семье железнодорожного служащего и машинистки-стенографистки, актрисы любительского театра.
В 1953 году окончила Таллинское хореографическое училище (класс Зои Калеви-Силлы), затем театральные курсы при Эстонском драматическом театре.
В 1953—1966 годах — актриса балетной труппы театра «Эстония».
В 1967—1969 годах танцевала в Ленинградском мюзик-холле, с которым выступала с гастролями во многих европейских странах.
В журнале «Огонёк» (1967) отмечалось, что по хореографии «Юлле Улла — противоположность Рандвийр и Склянской».

Долгое время работала в балетной труппе «Эстонии» разносторонне одаренная артистка Юлле Улла. Своеобразие её творческой личности, яркий темперамент особенно проявлялись в испанских и восточных танцах («Болеро» Равеля, «Любовь-волшебница» М. де Фалья). Юлле Улла — мастер балетной миниатюры.— Эстонский театр / К. Каск, Л. Тормис, В. Паалма. - М.: Искусство, 1978. - 280 с. - стр. 265
В 1970—1973 годах снова в составе балета театра «Эстония», также выступал в оперетте, в 1973—1985 годах — звезда эстонского варьете «Виру».
В 1990-х годах преподавала в Эстонской академии музыки и театра.
Совместно с Эме Лейс автор книг по истории эстонского балета — «Таллиннская балетная школа. Полеты 1953—2003» (2003) и «Балет в столетней „Эстонии“» (2006).
Трижды была замужем. Первый муж — танцор Эдуард-Анатолий Хансон. Второй брак 1960—1971 годы с актёром Аго-Эндриком Керге, третий 1972—1991 годы с дирижёром Эри Класом.
Умерла в 2016 году в Таллине.

## Фильмография
Снималась в эпизодических ролях в фильмах киностудии «Таллинфильм»:
- 1955 — Когда наступает вечер / Kui saabub õhtu (фильм-концерт) — эпизод
- 1962 — С вечера до утра / Ohtust hommikuni (короткометражный) — Карин
- 1972 — Молодой пенсионер / Noor pensionär — эпизод
- 1974 — Веер леди Уиндермер / Leedi Windermere’i lehvik — мисс Эрлинн
- 1975 — Винцент / Vincent (фильм-спектакль) — Кристина
- 1983 — Неуловимое чудо / Tabamata ime (киноальманах) — Сальме Педак
- 1985 — Бал в Савойе (телефильм, мюзикл) — Бебе
- 1991 — Человек как море /Vana mees tahab koju — медсестра Кайдула